# Muhammad Khan Junejo
Muhammad Khan Junejo (en ourdou :  محمد خان جونیجو), né le 18 août 1932 à Sindhri et mort le 16 mars 1993 à Baltimore, est un homme d'État pakistanais. Membre de la Ligue musulmane du Pakistan, il a été Premier ministre de la république islamique du Pakistan du 20 mars 1985 au 29 mai 1988, durant la présidence de Muhammad Zia-ul-Haq. S'opposant plusieurs fois à ce dernier, il obtient ainsi une réputation d'indépendance.
Originaire du Sind, Junejo commence sa carrière politique dans son district natal de Sanghar, puis est élu député provincial et devient ministre local puis fédéral. Le président Muhammad Zia-ul-Haq en fait son Premier ministre en 1985 quand la Constitution est rétablie. Prenant ses distances avec le président, Junejo entre en conflit avec lui et finit par être démis de ses fonctions en 1988.

## Biographie

### Jeunesse et éducation
Muhammad Khan Junejo est né le 18 août 1932 à Sindhri dans le district de Sanghar. Il est originaire d'une famille de riches propriétaires terrains du Sind, et influente au sein de la tribu des « Junejo ». Après voir fait son enseignement secondaire à l'école St Patrick de Karachi, il part faire ses études en Angleterre, à l'école d'agriculture de Hastings. 

### Carrière politique

#### Débuts
Junejo commence sa carrière politique en 1954, à l'âge de 21 ans, quand il se fait élire président du conseil du district de Sanghar, suivant ainsi les traces de son père. Il rejoint la Ligue musulmane du Pakistan, puis est élu député de l'Assemblée provinciale du Pakistan occidental en 1962, durant le régime du président Ayub Khan. Il est ministre provincial des chemins de fer de 1965 à 1969.
Après le coup d'État du 5 juillet 1977 du général Muhammad Zia-ul-Haq, Junejo intègre durant un temps le cabinet fédéral, mais le quitte dès 1979. Quelques années plus tard, alors que le président Zia cherche à donner une légitimité démocratique à son régime, il organise les élections législatives de 1985, interdites aux partis politiques. Junejo est lui-même élu député du district de Sanghar.

#### Premier ministre

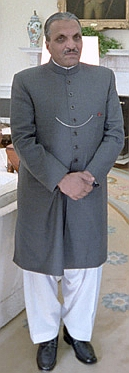
Muhammad Zia-ul-Haq en 1982.

Le président Zia-ul-Haq nomme Junejo au poste de Premier ministre le 24 mars 1985. Dès son investiture, Junejo annonce la fin de la loi martiale et l'autorisation des partis politiques, mesures implantées avant la fin de l'année 1985. Malgré ces ouvertures, l'opposition au président Zia s’intensifie, notamment en 1986 quand Benazir Bhutto, dirigeante du Parti du peuple pakistanais et principale figure de l'opposition du Mouvement pour la restauration de la démocratie, rentre d'exil. Junejo est alors réticent à réprimer le mouvement de contestations malgré les pressions du président. Les divisions entre les deux hommes s'accentuent lors du retrait soviétique de l'Afghanistan, Junejo soutenant les accords de Genève et invitant les partis politiques à en débattre alors que Zia veut continuer à appuyer les moudjahidines afghans,.
En 1988, la crise entre les deux hommes atteint son paroxysme quand Junejo critique le budget accordé à l'armée pakistanaise et qu'il pointe la responsabilité de généraux de l'armée dans l'explosion d'un dépôt du munitions à Rawalpindi. Le 29 mai 1988, le président Zia démet le gouvernement de Junejo de ses fonctions et dissout toutes les assemblées, appelant des élections législatives anticipées. Dans le même temps, l'armée prend le contrôle de la résidence du Premier ministre et du siège de la télévision et radio nationales, et Junejo est assigné à résidence pour une courte période. 

#### Après son départ du gouvernement
Toutefois, le président meurt trois mois plus tard dans le crash de son avion. Lors des élections législatives de 1988, l'opposition du Parti du peuple pakistanais remporte largement le scrutin, Benazir Bhutto devenant Premier ministre et Junejo perdant son siège de député dans le Sind au profit d'un candidat du PPP. Junejo retrouve toutefois son siège de député à la suite des élections législatives de 1990, marquées par la victoire de l'Alliance démocratique islamique. Alors que Nawaz Sharif devient Premier ministre, la ligue musulmane se divise en deux factions, l'une favorable à Nawaz Sharif, l'autre à Junejo.
En 1993, alors que le Premier ministre Nawaz Sharif entend réformer la Constitution pour lui redonner son cadre parlementaire prévu à la base en 1973, il entre en conflit avec le président Ghulam Ishaq Khan. Alors que Junejo était attendu comme éventuel arbitre, il est transféré aux États-Unis pour le traitement d'une leucémie mais décède d'une crise cardiaque le 16 mars 1993 à l'hôpital de Baltimore, à l'âge de 60 ans.

### Héritage
Junejo conserve l'image d'un homme politique traditionnel et conservateur, mais aussi honnête et indépendant. Ainsi, alors que sa nomination en tant que Premier ministre par Zia est largement interprétée comme un moyen pour le président de garder la main sur le gouvernement en mettant à sa tête un homme politique discret et peu charismatique, Junejo conservera son indépendance et s'opposera à plusieurs reprises au président,. Son mandat marque aussi le début d'une période de luttes entre les leaders civils et militaires.